# 여상 (가수)
여상(본명: 강여상, 姜呂尚, 1999년 6월 15일 ~ )은 대한민국의 가수이자 KQ 엔터테인먼트 소속이며 대한민국 보이 그룹 에이티즈의 서브 댄서, 메인 비주얼과 보컬을 맡고 있다., 템페스트 멤버 안형섭, 엔시티 멤버 샤오쥔과 함께 더쇼MC를 맡았있다. 크래비티 멤버 강민희, 케플러 멤버 김채현과도 함께 더쇼 MC를 맡았었다., 위아이 멤버 김요한, 위클리 멤버 한지효과 함께 더쇼 MC를 맡았었다.,데뷔전 과거 대한민국의 케이팝 YG 오디션프로그램이었던 믹스나인에 박성화, 김홍중, 정윤호, 최산, 송민기, 정우영, 최종호 함께 참가자로 출연했었다.

## 학력
| 연도 | 학교               | 학과      | 비고 |
| ---- | ------------------ | --------- | ---- |
|      | 인천신정초등학교   |           | 졸업 |
|      | 인천신정중학교     |           | 졸업 |
|      | 인천포스코고등학교 |           | 졸업 |
|      | 글로벌사이버대학교 | 방송 연예 | 재학 |

## 텔레비전 프로그램

### 방송
| 연도            | 기간                             | 방송사  | 제목         | 역할    | 장르 | 비고                                      |
| --------------- | -------------------------------- | ------- | ------------ | ------- | ---- | ----------------------------------------- |
| 2017년 ~ 2018년 | 10월 29일 ~ 11월 14일 ~ 1월 26일 | JTBC    | 《믹스나인》 | 참가자  | 예능 | 출연 탈락                                 |
| 2021년          | 3월 2일 ~ 12월 14일              | SBS MTV | 《더쇼》     | 고정 MC | 예능 | 출연                                      |
| 2022년-2023년   | 1월 25일 ~ 3월 14일              | SBS MTV | 《더쇼》     | 고정 MC | 예능 | 출연                                      |
| 2023년          | 3월 28일 ~ 현재                  | SBS MTV | 《더쇼》     | 고정 MC | 예능 | 템페스트 안형섭 엔시티 샤오쥔과 함께 출연 |